# Пульизи, Марчелло
Марче́лло Пульи́зи (итал. Marcello Puglisi; род. 17 мая 1986, Трескоре-Бальнеарио, Ломбардия) — итальянский автогонщик.

## Карьера

### Формула-Рено
Пульизи начал свою автогоночную карьеру с Итальянской Формулы-Рено и Формулы-Рено Еврокубок в 2003 году. Он участвовал в итальянской серии три года, его лучшим результатом стало тринадцатое место в чемпионате. В 2003 и 2005 году он выступил всего в шести гонках Еврокубка и не смог набрать там очков.

### Формула-3
В 2005 году Пульизи принял участие в одной гонке Итальянской Формулы-3, набрав свои первые три очка в карьере.

### Формула-3000
Пульизи принял участие в Евросерии 3000 и конкурирующем чемпионате Международные мастера Формулы-3000 в 2006 году. По началу он не смог заработать очков, но обеспечил себе десятое место в личном зачёте.

### Международная Формула Мастер
В 2007 Пульизи принял участие в дебютном сезоне Международной Формуле Мастер. Это стал его лучший год за всё время выступлений в автоспорте, он выиграл одну гонку и обеспечил себе пятое место в личном зачёте. Он остался в этой категории в 2008.

### Гонки спорткаров
Пульизи также принял участие в Серии Ле-Ман в 2007 году за команду Scuderia Lavaggi в классе LMP1, очков не набирал.

### GP2
Пульизи подписал контракт с командой Piquet Sports на выступление в первом сезоне серии GP2 Asia в 2008 году. Выступая с другим соотечественником Марко Бонаноми, он не смог ни разу попасть в очки. Выступая в следующем сезоне Формулы-Мастер, он смог воспользоваться возможностью участия в 2008 году GP2 заменив Давиде Вальсекки в команде Durango, который был травмирован после высокоскоростной аварии в Турции. Пульизи принял участие в Монако но его заменил Бен Хэнли.

## Результаты выступлений

### Гоночная карьера
| Сезон | Серия                              | Команда                 | Гонки | Поулы | Победы | Очки | Место |
| ----- | ---------------------------------- | ----------------------- | ----- | ----- | ------ | ---- | ----- |
| 2003  | Формула-Рено 2.0 Италия            | Cram Competition        | 10    | 0     | 0      | 2    | 26    |
| 2003  | Еврокубок Формулы-Рено 2.0         | Cram Competition        | 4     | 0     | 0      | 0    | НКЛ   |
| 2004  | Формула-Рено 2.0 Италия            | RP Motorsport           | 17    | 0     | 0      | 34   | 13    |
| 2005  | Формула-Рено 2.0 Италия            | JD Motorsport           | 8     | 0     | 0      | 16   | 21    |
| 2005  | Еврокубок Формулы-Рено 2.0         | JD Motorsport           | 2     | 0     | 0      | 0    | НКЛ   |
| 2005  | Итальянская Формула-3              | RP Motorsport           | 1     | 0     | 0      | 3    | 15    |
| 2006  | Международные мастера Формулы-3000 | Alan Racing             | 9     | 0     | 0      | 21   | 10    |
| 2006  | Евросерия 3000                     | Euronova                | 8     | 0     | 0      | 0    | НКЛ   |
| 2007  | Международная Формула Мастер       | Promotorsport           | 16    | 0     | 1      | 47   | 5     |
| 2007  | Серия Ле-Ман                       | Scuderia Lavaggi (LMP1) | 1     | 0     | 0      | 0    | НКЛ   |
| 2008  | GP2                                | Durango                 | 2     | 0     | 0      | 0    | 33    |
| 2008  | GP2 Asia                           | Piquet Sports           | 10    | 0     | 0      | 0    | 25th  |
| 2008  | Международная Формула Мастер       | Cram Competition        | 16    | 0     | 1      | 19   | 11    |
| 2008  | Формула Мастер Италия              | Cram Competition        | 12    | 0     | 2      | 75   | 1     |
| 2009  | Международная Формула Мастер       | ADM Motorsport          | 2     | 0     | 0      | 1    | 15    |

### Результаты выступлений в серии GP2
| Легенда к таблице |                                                                    |
| --- | ------------------------------------------------------------------ |
| В таблице перечислены результаты всех гонок, в которых принимал участие гонщик. Строками таблицы являются сезоны, столбцами — этапы соревнований. В каждой клетке указаны сокращённое название этапа и результат, дополнительно обозначенный цветом. Расшифровка обозначений и цветов представлена в нижеследующей таблице. |                                                                    |
| \| Пример \| Описание \| \| ------------ \| ------------------------------------------------------------------ \| \| 1 \| Победитель \| \| 2 \| Второе место \| \| 3 \| Третье место \| \| 5 \| Финишировал, заработав очки \| \| Сход \| Не финишировал, но при этом заработал очки \| \| 12 \| Финишировал, не получив очков \| \| НКЛ \| Финишировал, но не попал в финальную классификацию \| \| 15 \| Участвовал вне зачёта, либо по отдельной классификации \| \| 18 \| Не финишировал, но попал в финальную классификацию \| \| Сход \| Не финишировал \| \| НКВ \| Не прошёл квалификацию \| \| НПКВ \| Не прошёл предквалификацию \| \| ДСК \| Дисквалифицирован \| \| ИСК \| Исключён из протокола соревнований \| \| ТТ \| Заявлен для участия только в тренировках \| \| НС \| Участвовал в квалификации, но не стартовал в гонке \| \| Т \| Травмирован или болен \| \| ОТК \| Отказ от участия \| \| НТР \| Прибыл на соревнования, но на трассу не выезжал \| \| НПР \| Был заявлен в числе участников, но не прибыл к началу соревнований \| \| О \| Соревнования отменены \| \| \| Не участвовал \| \| Поул-позиция \| \| \| Быстрый круг \| \| |                                                                    |
| Пример | Описание                                                           |
| 1 | Победитель                                                         |
| 2 | Второе место                                                       |
| 3 | Третье место                                                       |
| 5 | Финишировал, заработав очки                                        |
| Сход | Не финишировал, но при этом заработал очки                         |
| 12 | Финишировал, не получив очков                                      |
| НКЛ | Финишировал, но не попал в финальную классификацию                 |
| 15 | Участвовал вне зачёта, либо по отдельной классификации             |
| 18 | Не финишировал, но попал в финальную классификацию                 |
| Сход | Не финишировал                                                     |
| НКВ | Не прошёл квалификацию                                             |
| НПКВ | Не прошёл предквалификацию                                         |
| ДСК | Дисквалифицирован                                                  |
| ИСК | Исключён из протокола соревнований                                 |
| ТТ | Заявлен для участия только в тренировках                           |
| НС | Участвовал в квалификации, но не стартовал в гонке                 |
| Т | Травмирован или болен                                              |
| ОТК | Отказ от участия                                                   |
| НТР | Прибыл на соревнования, но на трассу не выезжал                    |
| НПР | Был заявлен в числе участников, но не прибыл к началу соревнований |
| О | Соревнования отменены                                              |
| | Не участвовал                                                      |
| Поул-позиция |                                                                    |
| Быстрый круг |                                                                    |

| Год  | Команда | 1     | 2     | 3     | 4     | 5        | 6        | 7     | 8     | 9     | 10    | 11    | 12    | 13    | 14    | 15    | 16    | 17    | 18    | 19    | 20    | ЛЗ | Очки |
| ---- | ------- | ----- | ----- | ----- | ----- | -------- | -------- | ----- | ----- | ----- | ----- | ----- | ----- | ----- | ----- | ----- | ----- | ----- | ----- | ----- | ----- | -- | ---- |
| 2008 | Durango | ИСП 1 | ИСП 2 | ТУЦ 1 | ТУЦ 2 | МОН 1 17 | МОН 2 19 | ФРА 1 | ФРА 2 | ВЕЛ 1 | ВЕЛ 2 | ГЕР 1 | ГЕР 2 | ВЕН 1 | ВЕН 2 | ЕВР 1 | ЕВР 2 | БЕЛ 1 | БЕЛ 2 | ИТА 1 | ИТА 2 | 33 | 0    |

#### Результаты выступлений в GP2 Asia
| Легенда к таблице |                                                                    |
| --- | ------------------------------------------------------------------ |
| В таблице перечислены результаты всех гонок, в которых принимал участие гонщик. Строками таблицы являются сезоны, столбцами — этапы соревнований. В каждой клетке указаны сокращённое название этапа и результат, дополнительно обозначенный цветом. Расшифровка обозначений и цветов представлена в нижеследующей таблице. |                                                                    |
| \| Пример \| Описание \| \| ------------ \| ------------------------------------------------------------------ \| \| 1 \| Победитель \| \| 2 \| Второе место \| \| 3 \| Третье место \| \| 5 \| Финишировал, заработав очки \| \| Сход \| Не финишировал, но при этом заработал очки \| \| 12 \| Финишировал, не получив очков \| \| НКЛ \| Финишировал, но не попал в финальную классификацию \| \| 15 \| Участвовал вне зачёта, либо по отдельной классификации \| \| 18 \| Не финишировал, но попал в финальную классификацию \| \| Сход \| Не финишировал \| \| НКВ \| Не прошёл квалификацию \| \| НПКВ \| Не прошёл предквалификацию \| \| ДСК \| Дисквалифицирован \| \| ИСК \| Исключён из протокола соревнований \| \| ТТ \| Заявлен для участия только в тренировках \| \| НС \| Участвовал в квалификации, но не стартовал в гонке \| \| Т \| Травмирован или болен \| \| ОТК \| Отказ от участия \| \| НТР \| Прибыл на соревнования, но на трассу не выезжал \| \| НПР \| Был заявлен в числе участников, но не прибыл к началу соревнований \| \| О \| Соревнования отменены \| \| \| Не участвовал \| \| Поул-позиция \| \| \| Быстрый круг \| \| |                                                                    |
| Пример | Описание                                                           |
| 1 | Победитель                                                         |
| 2 | Второе место                                                       |
| 3 | Третье место                                                       |
| 5 | Финишировал, заработав очки                                        |
| Сход | Не финишировал, но при этом заработал очки                         |
| 12 | Финишировал, не получив очков                                      |
| НКЛ | Финишировал, но не попал в финальную классификацию                 |
| 15 | Участвовал вне зачёта, либо по отдельной классификации             |
| 18 | Не финишировал, но попал в финальную классификацию                 |
| Сход | Не финишировал                                                     |
| НКВ | Не прошёл квалификацию                                             |
| НПКВ | Не прошёл предквалификацию                                         |
| ДСК | Дисквалифицирован                                                  |
| ИСК | Исключён из протокола соревнований                                 |
| ТТ | Заявлен для участия только в тренировках                           |
| НС | Участвовал в квалификации, но не стартовал в гонке                 |
| Т | Травмирован или болен                                              |
| ОТК | Отказ от участия                                                   |
| НТР | Прибыл на соревнования, но на трассу не выезжал                    |
| НПР | Был заявлен в числе участников, но не прибыл к началу соревнований |
| О | Соревнования отменены                                              |
| | Не участвовал                                                      |
| Поул-позиция |                                                                    |
| Быстрый круг |                                                                    |

| Год  | Команда       | 1        | 2          | 3          | 4        | 5        | 6       | 7        | 8          | 9          | 10         | Место | Очки |
| ---- | ------------- | -------- | ---------- | ---------- | -------- | -------- | ------- | -------- | ---------- | ---------- | ---------- | ----- | ---- |
| 2008 | Piquet Sports | ОАЭ 1 16 | ОАЭ 2 Сход | ИНЗ 1 Сход | ИНЗ 2 18 | МАЗ 1 13 | МАЗ 2 9 | БАХ 1 18 | БАХ 2 Сход | ОАЭ 1 Сход | ОАЭ 2 Сход | 25    | 0    |